# Snowflake (film)
Pour les articles homonymes, voir Snowflake.
 (juillet 2025).
Pour plus de détails, voir Fiche technique et Distribution.
Snowflake est un court métrage américano-italien écrit et réalisé par Francesco Roder (it), sorti en 2014.

## Synopsis
Aurore (Tracy Middendorf) est en train de mourir et Claire (Ele Keats) est à ses côtés en attendant la fin inéluctable.
Mais Aurore a un dernier cadeau pour elle, un journal intime où elle raconte leur histoire d'amour.

## Fiche technique
- Titre original : Snowflake
- Réalisation : Francesco Roder (it)
- Scénario : Francesco Roder
- Producteur :
- Société de production : Dreamages Films, Run Away With Me Productions, Suited Four Productions
- Musique :
- Pays d'origine :  États-Unis Italie
- Langue d'origine : anglais
- Lieux de tournage : New York, État de New York, États-Unis
- Genre : Drame, romance saphique
- Durée : 15 minutes
- Date de sortie :
  -  Italie
    - 23 avril 2014 en avant-première au National Culture Week
    - 4 septembre 2014 (K3 Film Festival FVG)
    - 6 juillet 2015 (ShorTS International Film Festival)
    - 26 juillet 2015 (La Corte dei Corti)

  -  États-Unis
    - 27 juillet 2014 (San Antonio QFest - LGBT International Film Festival)
    - 19 août 2014 au HollyShorts Film Festival (en)
    - 20 septembre 2014 (Cinema Diverse – Palm Springs Gay & Lesbian Film Festival)
    - 12 octobre 2014 (San Pedro International Film Festival)
    - 25 octobre 2014 au High Falls Film Festival (en)
    - 8 novembre 2014 (Rumschpringe Short Film Festival)
    - 31 janvier 2015 (Grace Film Festival)
    - 11 avril 2015 (Los Angeles Independent Film Festival Awards))
    - 5 juin 2015 (Women's International Film & Arts Festival)
    - 17 juillet 2015 (Macon Film Festival)
    - 4 septembre 2015 (Lancaster International Short Film Festival)
    - 18 octobre 2015 (Outwest Film Festival)

  -  Allemagne 16 octobre 2014 (Filmfest homochrom)
  -  France 2 décembre 2014 au Festival du film lesbien, gay, bi, trans, queer et ++++ de Paris
  -  Mexique 26 juin 2015 (MIX Mexico Festival de Cine y Video)
  -  Roumanie 9 novembre 2015 (Feminist and Queer International Film Festival)

## Distribution
- Ele Keats : Claire
- Tracy Middendorf : Aurore
- Lorenzo Balducci : Patrick
- Dayvin Turchiano : Jonathan
- Sara Lavner : l'infirmière